# Bernáth Tamás
Bernáth Tamás (Párkány, 1975. április 20.) szlovákiai magyar színész. A Komáromi Jókai Színház társulatának oszlopos tagja, műsorvezető. A Clowndoctors bohócdoktor alapítvány tagja. Operett Quintett zenés formáció alapítótagja. Énekes, műsorvezető, közéleti szereplő.
1975. április 20-án született Párkányban. 13 éves koráig egy Párkány melletti kis faluban Bajtán élt és a párkányi Ady Endre Alapiskolát látogatta. Hetedik osztályos volt, amikor felköltöztek Érsekújvárba és a nyolcadik osztályt már a Czuczor Gergely Alapiskolában kezdte.
Középiskolai tanulmányait az Ógyallai Építészeti Szakközépiskolában végezte, magasépítész tervezői szakon. Harmadik évfolyamos korában szerepelt először a Komáromi Jókai Színházban, Madách Imre: Az ember tragédiája című előadásban, a gyermek Ádám szerepét kapta. További kisebb szerepeket játszott a Mária evangéliuma című darabban, a Hegedűs a háztetőn-ben, a La Mancha lovagja című előadásban valamint Molnár Ferenc: Liliom és Carlo Goldoni: Két úr szolgája című előadásokban.
A középiskola után 3 helyre is felvételizett Budapesten. (Színművészeti Egyetem, Nemzeti Színház Színiakadémia, Gór Nagy Mária Színitanoda). Utóbbi két helyre nyert felvételt, végül 1994-ben Gór-Nagy Mária Színitanodájában kezdte meg tanulmányait.
A következő hat évet Budapesten töltötte. Számos színházban játszott, mint például: Madách Színház, József Attila Színház, DM Duna Palota, Székesfehérvári Vörösmarty Színház, Stefánia Palota. Szerepelt a Hair, Pomádé, Chicago és Budapest,Te csodás előadásokban.
Budapesti tartózkodása alatt részese volt különféle rádió és TV reklámoknak és szerepelt a Família Kft. című sorozatban.
2000-től a Komáromi Jókai Színház oszlopos tagja.
2010-től a Červený nos clowndoctors (Piros orr bohócdoktor) Polgári Társulás tagja, ahol Doktor Spenótként járja a kórházak gyerekosztályait és próbálja felvidítani az ott betegeskedő gyerekeket.
Operett Quintett nevű formációval évekig dolgozott együtt, számos alkalommal adták elő az élőzenés operetteket Magyarországon és Szlovákiában egyaránt. Az operett és a musical összeállítások manapság is közel állnak hozzá, kiemelkedő énekhangjával gyakran elkápráztatja a nézőket. Számos alkalommal lép fel különböző rendezvényeken, falunapokon, böllérfesztiválokon, borfesztiválokon, olykor műsort is vezet, vagy épp a házigazda szerepét tölti be egy gulyásfőzőversenyen. 

## Magánélete
Két fiúgyermeke (Bence és Áron) van.

## Díjak
Színészrobot-díj (2015, 2018)

## Szerepei

### Színház
- Švejk - Gágyor: Isten veled monarchia (rendezte: Gágyor Péter m.v.)
- Baradlay Jenő - Jókai: A kőszívű ember fiai (rendezte: Gali László m.v.)
- Grísa - Dobozy: Tizedes meg a többiek (rendezte: Pinczés István m.v.)
- Valér - Moliere: Tartuffe (rendezte: Telihay Péter)
- Miska - Móricz Zsigmond: Kismadár (rendezte: Pinczés István m.v.)
- Pista csendőr - Rideg Sándor: Indul a bakterház (rendezte: Pinczés István m.v.)
- Strack - Shaffer: Amadeus (rendezte: Czajlik József f.h.)
- Lysander - Shakespeare: Álom (rendezte: Forgács Péter m.v.)
- Damse - Spiró György: Az imposztor (rendezte: Martin Huba m.v.)
- Planche - Dumas: Három a testőr (rendezte: Verebes István)
- Favágó - Lorca: Vérnász (rendezte: Görög László m.v.)
- Fiú - Ghymes mesekoncert: Csak a világ végire...
- Patikus - Moliere: Gömböc úr (rendezte: Csiszár Imre m.v.)
- Fred - Kander,Ebb,Fosse: Chicago (rendezte: Szabó Máté m.v.)
- Juki - Szép Ernő: Patika (rendezte: Verebes István)
- James - Martin McDonagh: Macskabaj (rendezte: Lukáts Andor m.v.)
- Lengyel - Dosztojevszkij: Karamazov testvérek (rendezte: Martin Huba m.v.)
- Ceglédi Pél - Gárdonyi Géza: A bor (rendezte: Bezerédi Zoltán m.v.)
- Tudor - Grimm,Albert,Barabás,Lőrinczy: Hófehérke meg a törpék (rendezte: Pille Tamás m.v.)
- Hinz - Sütő András: Egy lócsiszár virágvasárnapja (rendezte: Lukáts Andor m.v.)
- Közreműködő - Kálmán,Stein,Jenbach,Gábor,Békeffi,Kellér: Csárdáskirálynő (rendezte: Keresztes Attila m.v.)
- Napóleon - Kodály Zoltán,Paulini Béla,Harsányi Zsolt: Háry János (rendezte: Pille Tamás m.v.)
- Szatír - Niccolo Machiavelli: Mandragora (rendezte: Lévay Adina)
- Boszorkány,Bakkecske - Tamási Áron: Énekes madár (rendezte: Vidnyánszky Attila m.v.)
- Király, Apasárkány, 1. Kőtörő, Cölöpverő - Csukás I.,Bergendy I.: Süsü, a sárkány (rendezte: Pille Tamás m.v.)
- Antonio, tengerészkapitány - William Shakespeare: Vízkereszt, vagy amit akartok (rendezte: Valló Péter m.v.)
- Bernát nagybácsi – Csajkovszkij: Diótörő (rendezte: Pille Tamás m.v.)
- László - Vaszary Gábor,Fényes Szabolcs,Szenes Iván: Az ördög nem alszik (rendezte: Görög László m.v.)
- Török – Ladislav Ballek,Ondrej Šulaj: A hentessegéd (rendezte: Rastislav Ballek m.v.)
- Ipiapacs / Felsőpáhóczy B. - Faragó Zs.,Laboda K.,Zombola P.r: Szegény Dzsoni és Árnika (rendezte: Laboda K. m.v.)
- Gedi, szolgalegény/ Gügye - Móricz Zsigmond: Sári bíró (rendezte: Görög László m.v.)
- Zsidó, Decius segédtisztje – Székely János: Caligula helytartója (rendezte: Béres Attila m.v.)
- Ivan Spekin, postamester - Gogol: Revizor (rendezte: Méhes László m.v.)
- Marollier, hadnagy - Georges Feydeau: Egy hölgy a Maximból (rendezte: Verebes István m.v.)
- Vadász - Spiró György: Príma környék (rendezte: Valló Péter m.v.)
- Rivers gróf - William Shakespeare: III. Richárd (rendezte: Martin Huba m.v.)
- Bak Tamás HDC, operatőr - Tasnádi István: Magyar Zombi (rendezte: Bagó Bertalan m.v.)
- Rumcájsz - Václáv Čtvrtek,Kárpáti Péter: Rumcájsz, a rabló (rendezte: Naszlady Éva m.v.)
- Hiszékeny srác – Tóth Eszter: Móka Miki és barátai(rendezte: Pille Tamás m.v.)
- Kraus - Huszka Jenő, Martos Ferenc: Lili bárónő (rendezte: Méhes László)
- Detektív, ávós - Bereményi Géza: Az arany ára(rendezte: Bagó Bertalan m.v.)
- Salarino - William Shakespeare: A velencei kalmár (rendezte: Szőcs Artur m.v.)
- Pufi, Mókus - Pille Tamás-Juhász Levente: A három kismalac(rendezte: Pille Tamás m.v.)
- Jeszenka, pandúr - Mikszáth Kálmán,Závada Pál: Különös házasság(rendezte: Valló Péter m.v.)
- Törzs - Spiró György: Csirkefej(rendezte: Forgács Péter m.v.)
- Philibert du Croisy, Erő testvér - Mihail Bulgakov: Álszentek összeesküvése(rendezte: Martin Huba)
- Akela - Dés,Geszti,Békés: A dzsungel könyve (rendezte: Méhes László)
- Bumba, Gyula bácsi - Tersánszky J. Jenő, Pille Tamás: Misi Mókus kalandjai (rendezte: Pille Tamás m.v.)
- Tony, hivatásos bűnöző - T. Yliruusi,Erdeős A.,Szemenyei J.: Börtönkarrier (rendezte: Erdeős Anna m.v.)
- Aranyos György, köznemes - Nagy Ignác, Parti Nagy Lajos: Tisztújítás (rendezte: Keszég László m.v.)
- Noé – Ulrich Hub: Nyolckor a bárkán (rendezte: Méhes László)
- Baltazár – Shakespeare: Rómeó és Júlia (rendezte: Martin Huba)
- Olcsvay – Heltai Jenő: Naftalin (rendezte: Hargitai Iván)
- Korpa - Simai Kristóf, Szarka Gyula: Zsugori (rendezte: Béres László)
- Ptycin - F.M.Dosztojevszkij: A félkegyelmű (rendezte: Martin Huba)
- Rendőrfelügyelő - Pataki Éva: Edith és Marlene(rendezte: Méhes László)
- Hoppmarsall - Paul Maar: Hoppláda(rendezte: Tóth Miklós)
- Solom - Katona József: Bánk bán (rendezte: Hargitai Iván)
- Lőrinc Barát, Ki Veronába Készül - Szabó Attila: Mátyás király krónikái (rendezte: Szabó Attila)
- Herceg - Presser Gábor – Sztevanovity Dusán - Horváth Péter: A padlás (rendezte: Méhes László)
- Szakács - Molnár Ferenc: Az üvegcipő (rendezte: Bagó Bertalan)
- Polgármester, ügyvéd - L. F. Baum ‒ H. Arlen ‒ E. Y. Harburg: Óz, a csodák csodája (rendezte: Méhes L.)
- Ballocsanszky főhadnagy - Miroslav Krleža: A Glembay ház (rendezte: Martin Huba)

### Vendégszereplések
- József Attila Színház: Chicago, Budapest, te csodás
- Vörösmarty Színház, Székesfehérvár: Grease, Hair
- Madách Színház: Stuart Mária
- Budaörsi Játékszín: Robinson és péntek

### Film, TV
- Homokszék /zeneszerző/ (magyar táncfilm, 14 perc, 2008)
- Simai Kristóf - Szarka Gyula: Zsugori - Zenés vígjáték - A Komáromi Jókai Színház előadása (művészeti műsor, 140 perc)
- Rideg Sándor-Tímár Péter: Indul a bakterház (92 perc)
- Família Kft.
- TV és rádió reklámok